# ابراهیم اصلان‌لی
ابراهیم اصلان‌لی (ترکی آذربایجانی: İbrahim Aslanlı؛ زادهٔ ۱ دسامبر ۱۹۹۶) بازیکن فوتبال اهل جمهوری آذربایجان است.